# آریا یوسفي
أريا يوسفي ( (بالفارسية: آریا یوسفی)، من مواليد 22 أبريل 2002) هو مدافع كرة قدم إيراني يلعب حاليًا لفريق سباهان في دوري الإيراني والمنتخب الإيراني.

## مهنة دولية
ظهر يوسفي لأول مرة مع المنتخب الإيراني في مباراة ودية انتهت بالفوز 2-1 على بوركينا فاسو في 5 يناير 2024. وكان ضمن التشكيلة النهائية للمنتخب الإيراني الأول لمشاركة في كأس آسيا 2023 المقامة في قطر.